# The Belko Experiment
The Belko Experiment es una película estadounidense de terror y suspense, dirigida por Greg McLean y escrita por James Gunn. Está protagonizada por John Gallagher, Jr., Tony Goldwyn, Adria Arjona y Melonie Diaz. El rodaje se inició el 1 de junio de 2015 en Bogotá (Colombia). El film se estrenó en el Toronto International Film Festival el 10 de septiembre de 2016 y se estrenó en Estados Unidos el 17 de marzo de 2017 por Blumhouse Tilt y Orion Pictures.

## Reparto
- John Gallagher, Jr. como Mike Milch, un empleado de Belko Corporation.[2]
- Tony Goldwyn como Barry Norris, el jefe de operaciones de Belko.[3]
- Adria Arjona como Leandra Florez, asistente de Norris.[4]
- John C. McGinley como Wendell Dukes, un alto ejecutivo socialmente incómodo.[5]
- Melonie Diaz como Dany Wilkins, una nueva empleada en Belko.[6]
- Josh Brener como Keith McLure, un trabajador tecnológico.[7]
- David Del Río como Roberto Jerez.[7]
- Stephen Blackehart como Brian Vargas, un intruso.[7]
- Rusty Schwimmer como Peggy Displasia, secretaria de Pelk.[7]
- Owain Yeoman como Terry Winters.[7]
- Michael Rooker como Bud Melks, jefe de mantenimiento de Belko.[8]
- Sean Gunn como Marty Espenscheid, un trabajador de la cafetería.[9]
- Abraham Benrubi como Chet Valincourt, el mejor amigo de Espencheid.[10]
- David Dastmalchian como Alonso «Lonny» Crane, un trabajador de mantenimiento.[9]
- Gail Bean como Leota Hynek, un trabajador que forma una amistad con Wilkins.[9]
- Valentine Miele como Ross Reynolds, un representante de ventas para Belko.[9]
- Joe Fria como Robert Hickland.[11]
- Benjamin Byron Davis como Antonio Fowler.[11]
- James Earl como Evan, el único guardia de seguridad de Belko.[11]
- Brent Sexton como Vince Agostino, jefe de recursos humanos Belko.[11]
- Mikaela Hoover como Raziya Memarian, asistente de Agostino.[11]
- Gamal Dillard como un ejecutivo rehén.[11]
- Lorena Tobar como Leezle Freemont.[11]
- Brett Favre[11]

## Producción

### Casting
El 18 de mayo de 2015, John Gallagher Jr. es incluido al reparto y al día siguiente también lo es Tony Goldwyn. El 20 de mayo de 2015 se une Melonie Diaz. Dos días después Michael Rooker también es incluido. El 28 de mayo de 2015, el hermano de Gunn, Sean Gunn, se une al elenco junto a Steve Agee, David Dastmalchian, Gail Bean y Valentine Miele. El 1 de junio de 2015, Gunn anunció en su cuenta de Twitter que David Del Río, Stephen Blackehart, Josh Brener, y Rusty Schwimmer forman parte del reparto. Al día siguiente anunció en su página de Facebook que Joe Fria, Benjamin Byron Davis, James Earl, Brent Sexton y Mikaela Hoover también fueron incluidos.

### Rodaje
La fotografía principal del comenzó el 1 de junio de 2015 en Bogotá y concluyó el 12 de julio de 2015.

## Estreno
La cinta tuvo su estreno mundial en el Toronto International Film Festival el 10 de septiembre de 2016. Posteriormente Blumhouse Tilt y Orion Pictures adquirieron los derechos de distribución del filme en Estados Unidos y fijaron su estreno para el 17 de marzo de 2017.